# Kōsuke Kindaichi
Kōsuke Kindaichi (金田一 耕助 Kindaichi Kōsuke?) är en fiktiv japansk detektiv skapad av kriminalförfattaren Seishi Yokomizo. Kindachis första fall Honjin satsujin jiken som släpptes 1946 är en detektivroman där ett nygift par hittas mördade i ett låst rum. Kindaichi medverkade i ytterligare 76 romaner som sålde mer än 55 miljoner exemplar och karaktären har gestaltats i TV-adaptioner och pjäser.

## I populärkulturen
Regissören Kon Ichikawa gjorde sex filmer om Kindaichi, med Kōji Ishizaka i huvudrollen:
- Inugami-ke no Ichizoku (1976)
- Akuma no temari-uta (1977)
- Gokumon-to (1977)
- Jo-o-batchi (1978)
- Byoinzaka no Kubikukuri no Ie (1979)
- Inugami-ke no ichizoku (2006) remake av filmen med samma titel från 1976

I ett avsnitt av Lupin III Part IV  medverkar kändisdetektiven Akechi Kousuke Holmes som delvis är namngiven efter Kōsuke Kindaichi (och även Kogorō Akechi och Sherlock Holmes).